# Premio Booker
El Premio Booker (Booker Prize for Fiction. También conocido como Booker Prize en inglés) es uno de los Premios literarios más prestigiosos de habla inglesa.

## Descripción
Se concede desde el año 1969 a la mejor novela original escrita en lengua inglesa por un ciudadano de un país perteneciente al Commonwealth o de Irlanda. Un galardón que se otorga por separado, para el que cualquier escritor del mundo puede calificar. El Premio International Booker (véase abajo) inició sus premiaciones en el año 2005. También existe una versión rusa que es el Premio Booker Ruso fue creado en el año 1992.
Generalmente, el ganador tiene asegurada fama y reconocimiento, muchas veces a nivel mundial, ya que no es raro que las novelas ganadoras sean traducidas a más de 15 idiomas. También es un gran honor ser nominado y la nominación igualmente conlleva mucha difusión. 
El nombre original de este galardón era Booker-McConnell Prize ya que fue la compañía del mismo nombre la que empezó a organizar el evento en el año 1968. Después, pasó a ser conocido simplemente como "Premio Booker" o incluso "el Booker". En el año 2002, se le transfirió la administración del Premio a la Booker Prize Foundation y el patrocinador mayoritario pasó a ser el grupo de inversiones Man Group, quienes prefirieron mantener la palabra "Booker" como parte del nombre del Premio. En un principio, el Booker otorgaba al ganador £21,000; la cifra aumentó a £50,000 en el año 2002. En el año 2019, el grupo Man terminó su patrocinio del Premio.

### Jurado
El proceso de selección del ganador empieza con la formación de un comité que incluye un escritor, dos editores, un agente literario, un librero, un bibliotecario y un presidente de comité que es nombrado por la Booker Prize Foundation. Este comité elige al panel de jueces (3); estos cambian año tras año, aunque en algunas ocasiones excepcionales se ha invitado al mismo juez a participar en una segunda ocasión.
Para poder mantener la constante excelencia de las obras premiadas se elige a los jueces de entre los más renombrados críticos literarios, escritores, académicos y figuras públicas notables.

### Algunas estadísticas
- Para ser considerado candidato, la editorial del libro puede proponer su candidatura, o los jueces pueden proponer candidatos. En 2002, 110 libros fueron propuestas externas y diez fueron propuestas del jurado.
- La primera vez que se dio a conocer la lista de pre-finalistas fue en el año 2001. En el año 2003, hubo novelas finalistas, en el año 2002, hubo 20 y en el año 2001, hubo 24.
- Según las cifras hasta el año 2003:
  - En los primeros 35 años hubo un total de 201 novelas de 134 escritores en las listas de finalistas.
  - De los 97 novelistas que han sido nominados una sola vez hubo 13 ganadores, 47 perdedores y tres ganadores en mancuerna.
  - De los 19 novelistas que han sido nominados dos veces hay siete ganadores y uno que lo ha ganado dos veces (J. M. Coetzee).
  - De los diez novelistas nominados tres veces hay cuatro ganadores, un ganador en mancuerna y uno que ha ganado dos veces (Peter Carey).
  - De los seis que han sido nominados cuatro veces, todos exceptuando al escritor William Trevor han ganado una vez. Los otros escritores que han sido nominados cuatro veces son Kazuo Ishiguro, Ian McEwan, Salman Rushdie, Thomas Keneally y Penelope Fitzgerald.
  - Solo ha habido dos novelistas nominados cinco veces, Margaret Atwood (nominada por primera vez en el año 1986 y que ganó en el año 2000) y Beryl Bainbridge (nominada dos veces en el año 1970 y tres veces en el año 1990, aunque nunca ha ganado el Booker).
  - La única persona que ha sido nominada seis veces es Iris Murdoch, quien ganó en su cuarta nominación en el año 1978 y fue nominada dos veces más en el año 1980.
- Hilary Mantel hizo historia en 2012 al convertirse en la primera mujer que ganó por segunda vez el Booker.[1]

### Lista de ganadores del Premio Booker
Seguidos por la novela por la que ganaron dicho premio. 
En el año 1993, se otorgó el Premio "Booker of Bookers" a la mejor novela en haber ganado el galardón en sus primeros 25 años de existencia, siéndole otorgado a la obra Midnight's Children (Hijos de la medianoche) de Salman Rushdie, ganadora en el año 1981.
- 1969: Percy Howard Newby, Something to Answer For
- 1970: Bernice Rubens, The Elected Member
- 1970: J. G. Farrell (1), Troubles,  1ª novela de la "Trilogía del Imperio". // Premio otorgado en 2010 con motivo del "Lost Man Booker Prize" (Premio Booker Hombre Perdido)
- 1971: V. S. Naipaul, En un estado libre
- 1972: John Berger, G.
- 1973: J. G. Farrell (2), El asedio de Krishnapur,  2ª novela de la "Trilogía del Imperio".
- 1974: Nadine Gordimer, El conservador, y Stanley Middleton, Holiday
- 1975: Ruth Prawer Jhabvala, Heat and Dust
- 1976: David Storey, Saville
- 1977: Paul Scott, Staying On
- 1978: Iris Murdoch, The Sea, the Sea
- 1979: Penelope Fitzgerald, A la deriva
- 1980: William Golding, Rites of Passage
- 1981: Salman Rushdie, Midnight's Children
- 1982: Thomas Keneally, Schindler's Ark
- 1983: J. M. Coetzee (1), Vida y época de Michael K
- 1984: Anita Brookner, Hotel du Lac
- 1985: Keri Hulme, El mar alrededor
- 1986: Kingsley Amis, The Old Devils
- 1987: Penelope Lively, Moon Tiger
- 1988: Peter Carey (1), Oscar and Lucinda
- 1989: Kazuo Ishiguro, The Remains of the Day
- 1990: A. S. Byatt, Posesión
- 1991: Ben Okri, El camino hambriento
- 1992: ex aequo: Michael Ondaatje, The English Patient, y Barry Unsworth, Sacred Hunger
- 1993: Roddy Doyle, Paddy Clarke Ha Ha Ha
- 1994: James Kelman, How Late it Was, How Late
- 1995: Pat Barker, The Ghost Road
- 1996: Graham Swift, Last Orders
- 1997: Arundhati Roy, The God of Small Things
- 1998: Ian McEwan, Ámsterdam
- 1999: J. M. Coetzee (2), Disgrace
- 2000: Margaret Atwood (1), The Blind Assassin
- 2001: Peter Carey (2), True History of the Kelly Gang
- 2002: Yann Martel, Life of Pi
- 2003: DBC Pierre, Vernon God Little
- 2004: Alan Hollinghurst, La línea de la belleza
- 2005: John Banville, El mar
- 2006: Kiran Desai, The Inheritance of Loss
- 2007: Anne Enright, El encuentro
- 2008: Aravind Adiga, El Tigre Blanco
- 2009: Hilary Mantel (1), Wolf Hall (En la corte del lobo) 1.ª novela de la "Trilogía de Thomas Cromwell". [2]
- 2010: Howard Jacobson, La extraordinaria naturaleza de Sam Finkler [3]
- 2011: Julian Barnes, The Sense of an Ending
- 2012: Hilary Mantel (2), Bring Up the Bodies (Una reina en el estrado)  2ª novela de la "Trilogía de Thomas Cromwell". [4]
- 2013: Eleanor Catton, Las luminarias
- 2014: Richard Flanagan, El camino estrecho al norte profundo [5]
- 2015: Marlon James, Breve historia de siete asesinatos [6]
- 2016: Paul Beatty, El vendido [7]
- 2017: George Saunders, Lincoln en el bardo [8]
- 2018: Anna Burns, Milkman
- 2019: ex aequo: Margaret Atwood (2), Los testamentos, y Bernardine Evaristo, Niña, mujer, otras
- 2020: Douglas Stuart, Historia de Shuggie Bain
- 2021: Damon Galgut, La promesa [9]
- 2022: Shehan Karunatilaka, Las siete lunas de Maali Almeida [10]
- 2023: Paul Lynch, La canción del profeta [11]
- 2024 - Samantha Harvey, Orbital[12] [13]

## Premio Booker Internacional

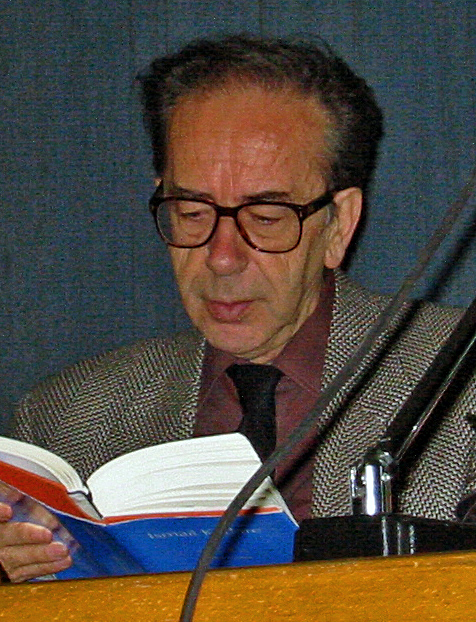
Ismail Kadare, el primer ganador del Premio Booker Internacional.

El Premio Booker Internacional es un galardón literario que se otorga de manera bienal a un escritor vivo de cualquier nacionalidad por una serie de obras de ficción publicadas en lengua inglesa o de amplia difusión en dicho idioma mediante una traducción.
Fue establecido en el año 2005 como un complemento internacional al Premio Booker. Premia la trayectoria literaria de un autor y la influencia que haya tenido en escritores y lectores alrededor del mundo. De esta forma y a diferencia del Premio Booker original, el Internacional premia a un autor y a su obra completa y no a una novela en particular.
El primer ganador, el escritor albanés Ismail Kadaré, fue anunciado en Londres el 2 de junio de 2005 y recibió el premio de £60,000 en una ceremonia en Edimburgo el 27 de junio.

### Ganadores
- 2023 - Gueorgui Gospodínov, Time Shelter[14]

- 2018 - Olga Tokarczuk
  - Nominados: Antonio Muñoz Molina, Virginie Despentes, Han Kang, László Krasznahorkai y Ahmed Saadawi
    - Jurado: Lisa Appignanesi (presidente), Michael Hofmann, Hari Kunzru, Tim Martin, Helen Oyeyemi

- 2017 - David Grossman[15]
  - Nominados: Amos Oz, Ismail Kadaré, Mathias Enard, Samanta Schweblin, Roy Jacobsen y Dorthe Nors
    - Jurado: Nick Barley (presidente), Daniel Hahn, Helen Mort, Elif Shafak y Chika Unigwe

- 2016 - Han Kang
  - Nominados: José Eduardo Agualusa, Elena Ferrante, Orhan Pamuk y Robert Seethaler
    - Jurado: Boyd Tonkin (presidente), Tahmima Anam, Ruth Padel, David Bellos y Daniel Medin

- 2015 - László Krasznahorkai[16]
  - Nominados: César Aira, Ibrahim al-Koni, Hoda Barakat, Maryse Condé, Mia Couto, Amitav Gosh, Fanny Howe, Alain Mabanckou y Marlene Van Niekerk[17]
    - Jurado: Marina Warner (presidenta), Wen-chin Ouyang, Nadeem Aslam, Elleke Boehmer y Edwin Frank[17]

- 2013 - Lydia Davis
  - Nominados: U R Ananthamurthy, Aharon Appelfeld, Intizar Hussain, Yan Lianke, Marie NDiaye, Josip Novakovich, Marilynne Robinson, Vladímir Sorokin y Peter Stamm 
    - Jurado: Christopher Ricks (presidente), Elif Batuman, Aminatta Forna, Yiyun Li y Tim Parks

- 2011 - Philip Roth
  - Nominados: Juan Goytisolo, James Kelman, John le Carré, Amin Maalouf, David Malouf, Dacia Maraini, Rohinton Mistry, Philip Pullman, Marilynne Robinson, Su Tong, Anne Tyler y Wang Anyi
    - Jurado: Rick Gekoski (presidente), Carmen Callil y Justin Cartwright

- 2009 - Alice Munro
  - Nominados: Peter Carey, Evan S Connell, Mahasweta Devi, E. L. Doctorow, James Kelman, Mario Vargas Llosa, Arnošt Lustig, V. S. Naipaul, Joyce Carol Oates, Antonio Tabucchi, Ngugi Wa Thiong’O, Dubravka Ugresic y Ludmila Ulítskaya
    - Jurado: Jane Smiley, Amit Chaudhuri y Andréi Kurkov

- 2007 - Chinua Achebe
  - Nominados: Margaret Atwood, John Banville, Peter Carey, Don DeLillo, Carlos Fuentes, Doris Lessing, Ian McEwan, Harry Mulisch, Alice Munro, Michael Ondaatje, Philip Roth, Salman Rushdie y Michel Tournier
    - Jurado: Nadine Gordimer, Elaine Showalter y Colm Tóibín

- 2005 - Ismail Kadare
  - Nominados: Margaret Atwood, Saul Bellow, Gabriel García Márquez, Günter Grass, Ismail Kadare, Milan Kundera, Stanisław Lem, Doris Lessing, Ian McEwan, Naguib Mahfouz, Tomás Eloy Martínez, Kenzaburo Oe, Philip Roth, Antonio Tabucchi y John Updike
    - Jurado: John Carey, Alberto Manguel y Azar Nafisi